# Cœurs vaillants-Âmes vaillantes
 (août 2019).
Le mouvement des Cœurs vaillants-Âmes vaillantes est un mouvement de jeunesse catholique développé en France, dans les milieux populaires, de 1929 au milieu des années 1960. Il se transformera dans les années 70 en devenant l'Action catholique des enfants.

## Les origines
Dans les années 1920, les patronages regroupent beaucoup d'enfants catholiques de milieux populaires. Le mouvement voit le jour à partir de groupes d’enfants dirigés par des séminaristes et des prêtres dont le but est l’éducation chrétienne des garçons et des filles à travers le jeu. Ces groupes ont une organisation commune, à la base du mouvement : l'Union des œuvres ouvrières catholiques de France animée par les Fils de la charité.
Le Père Gabriel Bard, Pierre Rougement et Gaston Courtois créent, en 1927, un journal qu'ils nomment Cœurs vaillants et dont les articles variés (histoires, anecdotes, devinettes, etc.) sont présentés par les jeunes pour leurs semblables. Hergé y collabore.
Cœurs vaillants propose aux enfants une façon d’être, de vivre et d’agir. Rapidement, les enfants s’identifient aux protagonistes de la revue : le Cœur vaillant est un enfant qui passe son temps à jouer, à être bon, serviable, le tout en harmonie avec le Christ.
À côté du journal, des activités sont organisées, des structures établies. Petit à petit des groupes d’enfants des patronages vont former le mouvement des Cœurs vaillants.
En 1931 a lieu le premier rassemblement de lecteurs au Trocadéro à Paris. Rapidement un chant commun voit le jour, ainsi que des insignes, des uniformes : le dynamisme des lecteurs pousse à l'organisation d'un mouvement national.

## Création du mouvement
- 1936 : création officielle du mouvement Cœurs vaillants sous l'impulsion des pères Gaston Courtois et Jean Pihan avec pour objectif de former de vrais militants d'action catholique ;
- 1936-1937 : le mouvement Cœurs vaillants-Âmes vaillantes s'organise véritablement en mouvement ;
- 1937 : création du journal Âmes vaillantes et extension du mouvement, désormais "Cœurs vaillants et âmes vaillantes", auprès des filles.

Lorsque sont créés les Cœurs vaillants, puis, quelques années plus tard, les Âmes vaillantes, la France domine un vaste empire colonial. Très vite, à travers le journal, le mouvement s’implante dans ses colonies, à commencer par l’Afrique du nord puis l’Afrique noire. Ces implantations du mouvement, à la fois imitations et adaptations, vont se multiplier, notamment sous l’impulsion missionnaire, avec toujours deux préoccupations : 
- que le mouvement s'adapte aux enfants, à leurs besoins, à leur culture et ne soit pas une reproduction du mouvement français ;
- que soit mis en avant une méthode éducative et apostolique adaptée aux réalités de vie des enfants.

À partir du journal, des groupes se forment qui demandent l’affiliation au mouvement. En 1936-1939 se constituent ceux de Beyrouth, de Brazzaville, de Québec, de Madagascar, du Sénégal, du Cameroun et de Haute-Volta. En 1944, pas moins de douze pays, hors de la métropole, comptent des groupes affiliés : l’Algérie, l’Égypte (le groupe Saint Marc à Alexandrie notamment), la Guinée, Madagascar, le Maroc, la Martinique, Monaco, St-Pierre-et-Miquelon, le Sénégal, la Suisse, la Syrie et la Tunisie. 

### Fonctionnement[1]
L’aumônier général des Cœurs vaillants-Âmes vaillantes joue un rôle déterminant de direction jusqu'au début des années 1950 et la congrégation des Fils de la Charité irrigue l'association.
Centré sur la paroisse, moins itinérant que le scoutisme, le mouvement Cœurs vaillants est plus lié aux patronages et aux colonies de vacances cependant, en beaucoup d'endroits, il y a des similitudes dans la tenue : béret à insigne d'une croix, blouson bleu marine, plus tard tenue et béret marron avec foulard. 
La devise, cri de ralliement, est « À cœur vaillant rien d'impossible » et il y a un salut Cœur vaillant. Certains groupes ont un étendard, les légions un fanion. Ils saluent la main sur le cœur.
Dès 1936, les Cœurs vaillants-Âmes vaillantes sont intégrés à l'Action catholique alors que les Scouts de France restent en lisière tout en participant à certaines actions. 
Il existe une loi, la loi de charité — Nous nous aimons les uns les autres comme Jésus nous a aimé — complétée par les principes des cœurs vaillants, énoncés en douze articles et des règles de vie déclinées en fonction des âges.
Les Cœurs vaillants-Âmes vaillantes :
1. ont toujours le sourire ;
2. sont propres et soigneux ;
3. obéissent vite et bien ;
4. sont aimables et polis ;
5. sont ardents au travail comme au jeu ;
6. mettent leur foi a rendre service ;
7. font tout ce qu'il font bien ;
8. n'ont pas peur du sacrifice ;
9. agissent en chrétiens toujours et partout ;
10. sont bon fils, bon frère et bon camarade ;
11. ont le regard franc et le cœur pur ;
12. veulent conquérir le monde au Christ.

L'insigne est la croix tréflée de Saint Maurice surmontée d'un cœur (symbole d'ardeur généreuse et de charité) formé des lettres CV (ou AV). Cette croix est tissée sur un fond jaune pour les Cœurs d'Or, un fond orange pour les Ardents, un fond rouge pour les Entraîneurs et un fond blanc pour les Dirigeants.
La progression personnelle prévoit quatre niveaux :
- aspirant (croix de poitrine bronze) ;
- 1er degré (croix de poitrine bleue) ;
- 2e degré (croix de poitrine verte) ;
- 3e degré (croix de poitrine vermeille).

Il existe les insignes civils correspondant en métal. Des épreuves permettent de préparer ces divers degrés, et la remise des croix se fait lors d'une cérémonie au cours de laquelle le jeune prononce une promesse adaptée à son âge. 
Il existe également six brevets de spécialités : sportifs, artistiques, religieux, manuels, intellectuels, sociaux avec deux niveaux successifs (diplôme puis insigne) mais aussi une monnaie spécifique le « vaillant ».

### Les Légions
La division par âge est primordiale. Un groupe de Cœurs Vaillants est divisé en 5 légions :
- les Aiglons de 7 à 9 ans ;
- les Cœurs-d’or de 10 à 11 ans ;
- les Ardents de 12 à 13 ans ;
- les Entraîneurs de 14 ans ;
- les Entraîneurs en service de 15 ans qui assurent l'encadrement immédiat des garçons.

Pour les filles (Âmes vaillantes) on distingue les Souriantes, les Rayonnantes et les Conquérantes. 
Chaque légion est répartie en équipes, dirigée par un chef d'équipe, d'abord nommé à l'essai (il est alors chargé d'équipe). Après quelques mois de stage, il peut être investi et porter l'étoile d'or au béret, qui symbolise sa fonction. L'un des chefs d'équipe investi est nommé chef de légion (étoile émaillée jaune au béret).
Chaque groupe est dirigé par un prêtre aumônier-directeur et des responsables laïcs qui reçoivent une formation adaptée à leurs diverses responsabilités. 
Les groupes sont rassemblés en fédérations régionales avec des dirigeants fédéraux et le mouvement est dirigé par une équipe nationale.

### L'après-guerre
Après la Seconde Guerre mondiale le mouvement Cœurs vaillants-Âmes vaillantes est très populaire et son effectif, en France, est sans doute supérieur à celui du scoutisme (Scouts de France et Guides de France) avec qui se développe une certaine rivalité. 
À leur tour, les Cœurs vaillants sont copiés en 1944 par les Vaillants liés au Parti communiste français (PCF).
En 1958 est créée la commission internationale du mouvement (CIM) et en 1962 se tient la rencontre internationale de Paris qui rassemble : 10 pays d’Afrique, 2 pays d’Amérique latine, 4 pays d’Asie, 2 pays du Moyen-Orient, 2 pays d’Europe plus l’Ile Maurice.

## Les années 1960
Alors que le scoutisme perdure, le déclin s'amorce dans les années 1960, fait sans doute lié à la déchristianisation mais aussi à des erreurs d'appréciation de la direction du mouvement[précision nécessaire] Cœurs vaillants-Âmes vaillantes.
Les Cœurs vaillants-Âmes vaillantes ont disparu en tant que tels ; il demeure l'Action catholique des enfants qui est représentée dans tous les départements français — ainsi que dans de nombreux pays avec le Mouvement international d'apostolat des enfants (MIDADE) créé en 1966 — mais la copie du scoutisme s'est effacée depuis le début des années 1960.
En Égypte, le mouvement parait subsister de façon plus proche des origines et dans plusieurs pays d'Afrique la référence aux Cœurs vaillants est toujours très présente.

## Aujourd'hui

### Fonds Cœurs Vaillants - Âmes Vaillantes
Créé en 2015, le fonds de dotation Cœurs Vaillants - Âmes Vaillantes soutient  les valeurs héritées du mouvement (Vaillance, Transparence, Espérance) en accompagnant des projets qui encouragent et permettent l’éducation et l’épanouissement des enfants. Ces projets sont répartis dans quatre domaines : l'éducation, la culture, la formation, et le patrimoine historique du mouvement. 

### Prix de la Vaillance
Le fonds remet également chaque année depuis 2017 le prix de la Vaillance qui récompense "des enfants qui ont mis en œuvre une démarche nécessitant un dépassement moral, physique ou intellectuel au bénéfice d’une situation humaine ou environnementale dans le besoin". Le jury est présidé par Jacqueline Tabarly et parrainé par Thomas Coville.